# Atletica leggera ai Giochi della XV Olimpiade - Salto in lungo femminile

Video su Yvette Williams

La competizione del salto in lungo femminile di atletica leggera ai Giochi della XV Olimpiade si è disputata il giorno 23 luglio 1952 allo Stadio olimpico di Helsinki.

## L'eccellenza mondiale
| Primatista mondiale    | 6,25 1943 | Fanny Blankers-Koen | Solo 80h |
| Camp.ssa olimpica 1948 | 5,69      | Olga Gyarmati       | Presente |
| Camp.ssa Europea 1950  | 5,82      | Valentina Litujeva  | Presente |
| Primatista stagionale  | 6,14      | Yvette Williams     | Presente |

## Risultati

### Turno eliminatorio
Qualificazione5,30 m
Ben 24 atlete ottengono la misura richiesta.

La neozelandese Yvette Williams salta 6,16: è il primo salto olimpico sopra i 6 metri. Il primato dei Giochi è demolito.
Gruppo A
| Pos. | Atleta                   | Nazione          | Misura | Salti | Salti | Salti |
| Pos. | Atleta                   | Nazione          | Misura | 1°    | 2°    | 3°    |
| ---- | ------------------------ | ---------------- | ------ | ----- | ----- | ----- |
| 1    | Aleksandra Čudina        | Unione Sovietica | 5,77   | 5,77  |       |       |
| 2    | Shirley Cawley           | Gran Bretagna    | 5,73   | 5,73  |       |       |
| 3    | Verna Johnston           | Australia        | 5,58   | n     | 5,58  |       |
| 4    | Thelma Jones             | Bermuda          | 5,55   | 4,99  | 5,25  | 5,55  |
| 5    | Gladys Erbetta           | Argentina        | 5,51   | 5,04  | n     | 5,51  |
| 6    | Olga Gyarmati            | Ungheria         | 5,50   | 5,50  |       |       |
| 7    | Elżbieta Krzesińska      | Polonia          | 5,43   | 5,43  |       |       |
| 8    | Helene Hofknecht         | Germania         | 5,41   | n     | 5,41  |       |
| 9    | Yvonne Chabot-Curtet     | Francia          | 5,36   | 5,20  | 5,36  |       |
| 10   | Helena de Menezes        | Brasile          | 5,33   | n     | 5,33  |       |
| 11   | Ursel Finger             | Saar             | 5,27   | 5,27  | n     | 5,08  |
| 12   | Suzanne Glotin           | Francia          | 5,26   | n     | n     | 5,26  |
| 13   | Lilián Buglia            | Argentina        | 5,25   | 4,48  | 5,20  | 5,25  |
| 14   | Éliane Dudal             | Francia          | 5,21   | 5,16  | 5,21  | 5,19  |
| 15   | Gretel Bolliger          | Svizzera         | 5,14   | 5,07  | 5,12  | 5,14  |
| 16   | Maria Ilwicka            | Polonia          | 5,09   | n     | 4,81  | 5,09  |
| 17   | Phyllis Lightbourn-Jones | Bermuda          | 4,92   | n     | n     | 4,92  |

Gruppo B
| Pos. | Atleta               | Nazione          | Misura | Salti | Salti | Salti |
| Pos. | Atleta               | Nazione          | Misura | 1°    | 2°    | 3°    |
| ---- | -------------------- | ---------------- | ------ | ----- | ----- | ----- |
| 1    | Yvette Williams      | Nuova Zelanda    | 6,16   | 6,16  |       |       |
| 2    | Mabel Landry         | Stati Uniti      | 5,88   | n     | n     | 5,88  |
| 3    | Nina Tyurkina        | Unione Sovietica | 5,77   | 5,77  |       |       |
| 4    | Wilhelmina Lust      | Paesi Bassi      | 5,63   | n     | 5,63  |       |
| 5    | Elfriede von Nitzsch | Germania         | 5,62   | 5,62  |       |       |
| 5    | Maire Österdahl      | Finlandia        | 5,62   | 5,62  |       |       |
| 7    | Irmgard Schmelzer    | Germania         | 5,61   | 5,61  |       |       |
| 8    | Valentina Lituyeva   | Unione Sovietica | 5,51   | 5,51  |       |       |
| 9    | Adriana Millard      | Cile             | 5,49   | 5,49  |       |       |
| 10   | Greta Magnusson      | Svezia           | 5,45   | 5,17  | 5,45  |       |
| 11   | Constance Willoughby | Gran Bretagna    | 5,44   | 5,07  | 5,44  |       |
| 12   | Wanda dos Santos     | Brasile          | 5,35   | 5,02  | 5,35  |       |
| 13   | Dawn Josephs         | Canada           | 5,34   | 5,34  | 5,34  |       |
| 13   | Ayako Yoshikawa      | Giappone         | 5,34   | 5,34  | 5,34  |       |
| 15   | Tamar Metal          | Israele          | 5,16   | n     | 5,06  | 5,16  |
| 16   | Kathleen Russell     | Giamaica         | 5,10   | 4,47  | 5,10  | 4,70  |
| -    | Rosella Thorne       | Canada           | NM     | n     | n     | n     |

### Finale
La finale vive sul duello serrato tra la Williams e la sovietica Chudina. La neozelandese al termine di una gara emozionante, dove entrambe le atlete vanno al di là dei propri limiti personali. La Williams sfiora di un centimetro il record del mondo.

Si classifica settima la vincitrice dei Trials USA, Mabel Landry, con 5,75. Si ferma a 5,65 la campionessa europea, Valentina Litujeva, cogliendo l'undicesima posizione, preceduta dalla campionessa uscente, Olga Gyarmati (decima con 5,67).
La Williams è la prima donna neozelandese a vincere un oro alle Olimpiadi.
| Pos.    | Atleta               | Età | Nazione          | Misura | Salti | Salti | Salti | Salti | Salti | Salti |
| Pos.    | Atleta               | Età | Nazione          | Misura | 1°    | 2°    | 3°    | 4°    | 5°    | 6°    |
| ------- | -------------------- | --- | ---------------- | ------ | ----- | ----- | ----- | ----- | ----- | ----- |
| Oro     | Yvette Williams      | 23  | Nuova Zelanda    | 6,24   | n     | n     | 5,90  | 6,24  | 6,11  | 5,99  |
| Argento | Aleksandra Čudina    | 28  | Unione Sovietica | 6,14   | 5,99  | 6,14  | 5,74  | 5,90  | 5,95  | 6,07  |
| Bronzo  | Shirley Cawley       | 20  | Gran Bretagna    | 5,92   | 5,92  | n     | 5,53  | 5,46  | 5,78  | 5,82  |
| 4       | Irmgard Schmelzer    | 31  | Germania         | 5,90   | 5,89  | 5,76  | 5,90  | n     | 5,84  | n     |
| 5       | Wilhelmina Lust      | 20  | Paesi Bassi      | 5,81   | 5,68  | 5,65  | 5,79  | n     | 5,81  | n     |
| 6       | Nina Tyurkina        | 20  | Unione Sovietica | 5,81   | 5,61  | 5,81  | 5,76  | 5,52  | n     | n     |
| 7       | Mabel Landry         | 19  | Stati Uniti      | 5,75   | n     | n     | 5,75  |       |       |       |
| 8       | Verna Johnston       | 22  | Australia        | 5,74   | 5,51  | 5,60  | 5,74  |       |       |       |
| 9       | Maire Österdahl      | 25  | Finlandia        | 5,73   | 5,62  | 5,73  | 5,70  |       |       |       |
| 10      | Olga Gyarmati        | 27  | Ungheria         | 5,67   | 5,48  | 5,67  | 5,60  |       |       |       |
| 11      | Valentina Lituyeva   | 21  | Unione Sovietica | 5,65   | 5,50  | 5,63  | 5,65  |       |       |       |
| 12      | Elżbieta Krzesińska  | 17  | Polonia          | 5,65   | 5,55  | 5,40  | 5,65  |       |       |       |
| 13      | Adriana Millard      | 25  | Cile             | 5,59   | 5,58  | 5,56  | 5,59  |       |       |       |
| 14      | Elfriede von Nitzsch | 32  | Germania         | 5,57   | n     | 5,57  | n     |       |       |       |
| 15      | Helene Hofknecht     | 23  | Germania         | 5,55   | 5,45  | 5,54  | 5,55  |       |       |       |
| 16      | Ayako Yoshikawa      | 19  | Giappone         | 5,54   | 5,54  | n     | 5,38  |       |       |       |
| 17      | Dawn Josephs         | 20  | Canada           | 5,47   | 5,17  | 5,47  | 5,44  |       |       |       |
| 18      | Gladys Erbetta       | 23  | Argentina        | 5,47   | 5,39  | 5,40  | 5,47  |       |       |       |
| 19      | Constance Willoughby | 22  | Gran Bretagna    | 5,44   | 5,39  | 5,44  | 5,13  |       |       |       |
| 20      | Greta Magnusson      | 23  | Svezia           | 5,43   | 5,37  | 5,43  | 5,40  |       |       |       |
| 21      | Wanda dos Santos     | 20  | Brasile          | 5,36   | 5,36  | 5,30  | 5,21  |       |       |       |
| 22      | Thelma Jones         | 20  | Bermuda          | 5,33   | 5,33  | 5,27  | 5,31  |       |       |       |
| 23      | Yvonne Chabot-Curtet | 32  | Francia          | 5,28   | 5,28  | 4,94  | 5,09  |       |       |       |
| 24      | Helena de Menezes    | 25  | Brasile          | 4,98   | n     | 4,98  | 4,66  |       |       |       |